# Colangiografia percutânea trans-hepática

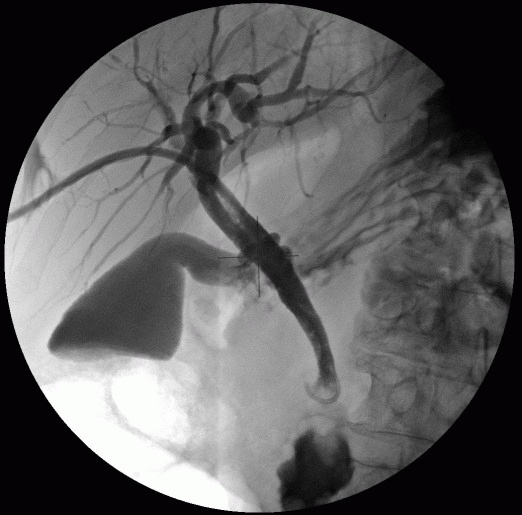
Colangiografia percutânea transhepática

Colangiografia percutânea transhepática (CPT) ou colangiografia percutânea trans-hepática é uma técnica radiológica usada para visualizar a anatomia do trato biliar. Um meio de contraste é injetado em um ducto biliar no fígado, após o qual os raios X são feitos. Permite o acesso à árvore biliar nos casos em que a colangiopancreatografia retrógrada endoscópica (CPRE) não tem êxito. Relatado inicialmente em 1937, o procedimento se tornou popular em 1952.